# Sotto voce
Sotto voce (it. låg röst) är en musikterm som betyder att sjunga dämpat eller med halvröst. Termen används också som instrumental föredragsbeteckning med samma innebörd. Ett exempel på hur sotto voce används för att accentuera ett parti är Lacrimosa-satsen i Mozarts Requiem. Termen används även i överförd bemärkelse inom dramatik och litteratur.